# Cañón de Batallón Tipo 92 70 mm

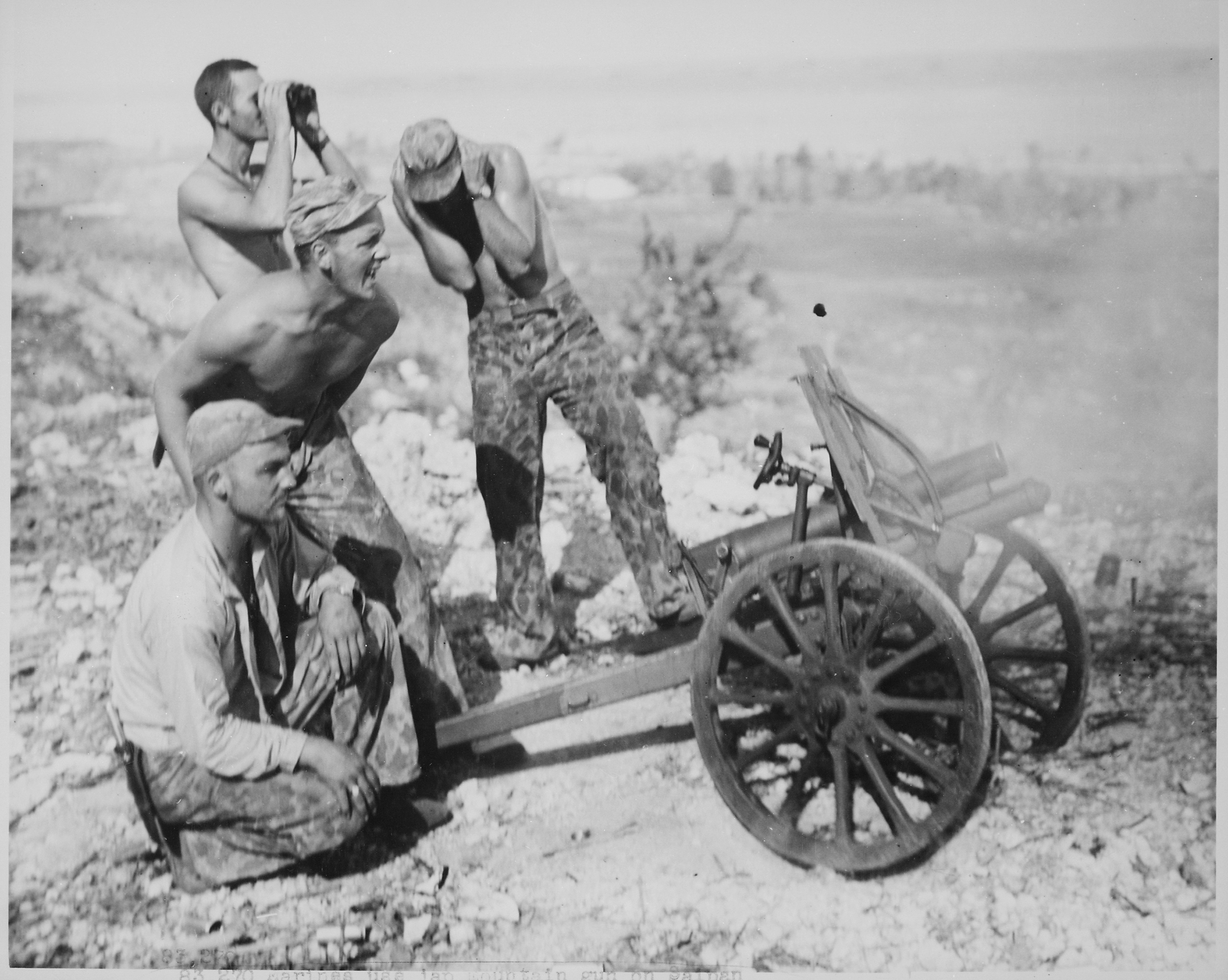
Marines disparando un cañón de Batallón Tipo 92 capturado en Saipán.

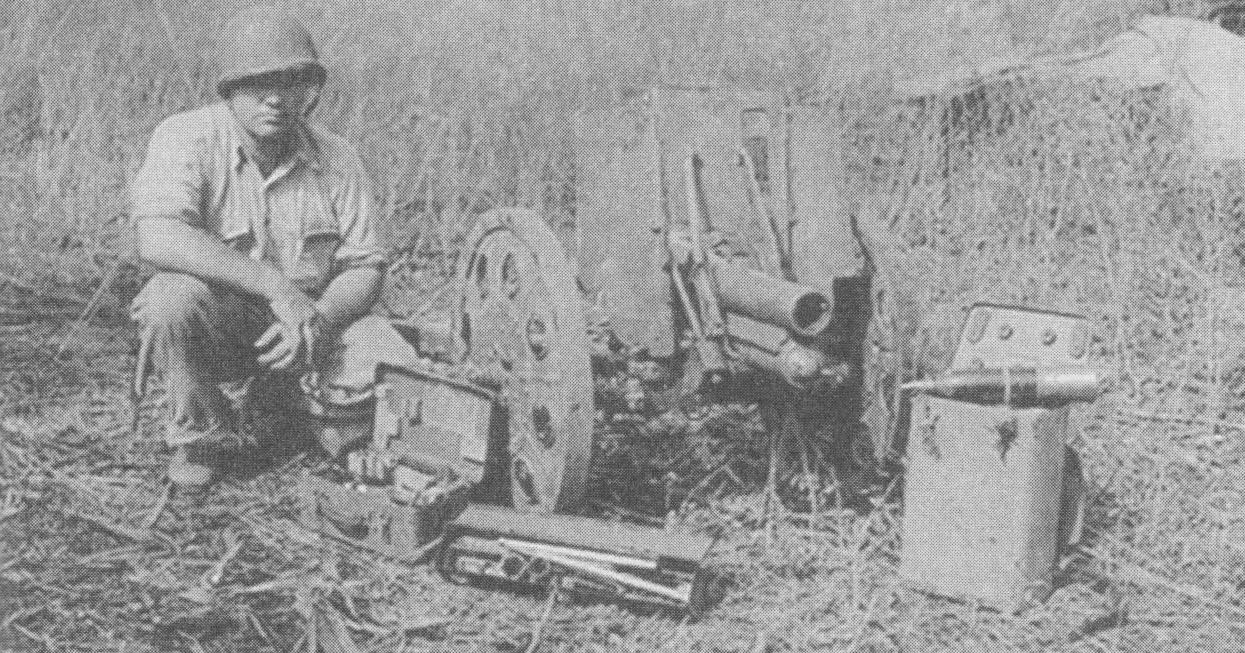
Cañón de Batallón Tipo 92, capturado en Guadacanal.

El cañón de Batallón Tipo 92 70 mm (九二式歩兵砲 Kyūni-shiki Hoheihō?) fue un obús ligero empleado por el Ejército Imperial Japonés durante la segunda guerra sino-japonesa y la Segunda Guerra Mundial. El Tipo 92 fue designado por su año de adopción, 2592 según el calendario japonés, o 1932 según el calendario gregoriano. Cada batallón incluía dos cañones Tipo 92; por lo tanto, el Tipo 92 era mencionado como "'Artillería de batallón'" (大隊砲 Daitaihō?). 

## Historia y desarrollo
El cañón de Batallón Tipo 92 fue diseñado en respuesta a los problemas con el cañón de Infantería Tipo 11 37 mm y el mortero de Infantería Tipo 11 70 mm. A los dos les faltaba potencia de fuego y alcance, mientras que a las divisiones de infantería no les gustaba llevar dos tipos de armas con municiones distintas al combate. Como resultado, el Buró Técnico del Ejército desarrolló un diseño que podía ser empleado tanto para disparos directos en ángulos bajos para destruir posiciones fortificadas, nidos de ametralladoras y tanques ligeros, pero también podía ser empleado para fuego indirecto de apoyo en ángulo alto. El calibre del nuevo cañón fue aumentado a 70 mm para resolver el problema de la inadecuada potencia de fuego. El nuevo diseño estuvo disponible para las divisiones de primera línea en 1932.

## Diseño
Con una apariencia algo inusual, el cañón de Batallón Tipo 92 tenía una caña corta y un afuste con cola dividida. Su caña podía ser elevada a una posición casi vertical mediante una manivela. El mecanismo de su cierre era del tipo roscado interrumpido levadizo. Ligero y maniobrable, fue diseñado para ser remolcado por un solo caballo, aunque en la práctica generalmente se asignaban tiros de 3 caballos. Las ruedas del afuste eran originalmente de madera, pero fueron cambiadas a discos de acero después que los soldados se quejaran que el ruido de las chirriantes ruedas de madera era una amenaza.
El cañón de Batallón Tipo 92 podía disparar proyectiles de alto poder explosivo (3,75 kg; 8,37 libras), antiblindaje y fumígenos. La carga propulsora iba separada y podía cargarse en cuatro incrementos para ajustar el alcance.

## Historial de combate
El cañón de Batallón Tipo 92 fue empleado por primera vez en combate durante el incidente de Mukden, siendo ampliamente utilizado durante la invasión japonesa de Manchuria, la batalla de Jaljin Gol y la segunda guerra sino-japonesa. Más tarde acompañó a las unidades asignadas al Frente del Pacífico y fue empleado con una efectividad considerable contra las fuerzas Aliadas a lo largo del Mandato del Pacífico Sur y el sudeste asiático.
Cantidades significativas de cañones Tipo 92 se quedaron en China al final de la guerra en 1945, los cuales fueron incorporados en servicio con el Ejército de Liberación Popular, que además fabricó municiones para estos, conservando la nomenclatura Tipo 92. El Panfleto 381-12 del Departamento del Ejército de los Estados Unidos, titulado "Recognition Guide of Ammunition Available to, or in Use by, the Viet Cong" y fechado mayo de 1966, incluye a la munición china Tipo 92 de 70 mm.

## Munición
| Tipo                   | Modelo                     | Peso, kg | Carga explosiva |
| ---------------------- | -------------------------- | -------- | --- |
| HE                     | Tipo 92                    | 4,48 kg  | 0,59 kg TNT |
| HEAT                   | Tipo 37 de carga hueca     | 2,8 kg   | 0,99 kg TNT/RDX mix |
| Bengala de iluminación | Proyectil luminoso Tipo 95 | 4,2 kg   | Desconocida (se cree que era una mezcla de magnesio, aluminio y nitrato de bario). Emitía una luz de 90.000 candelas durante 20 segundos. |

| Tipo                   | Penetración de blindaje a 90° | Penetración de blindaje a 60° |
| ---------------------- | ----------------------------- | ----------------------------- |
| Tipo 37 de carga hueca | 100 mm                        | 80 mm                         |

## Ejemplares sobrevivientes
Dos cañones están conservados y expuestos en un pequeño parque junto a Main Street, en Lakeport, California. El cañón ubicado al sur, con número de serie 399, tiene ruedas de chapa de acero sin perforaciones, mientras que las ruedas del cañón ubicado al norte parecen haber sido restauradas con nuevos materiales. Otro cañón está expuesto delante del Veterans Hall de Arcata, California, tiene el número de serie 136 y fue fabricado en el Arsenal de Osaka.

## Galería

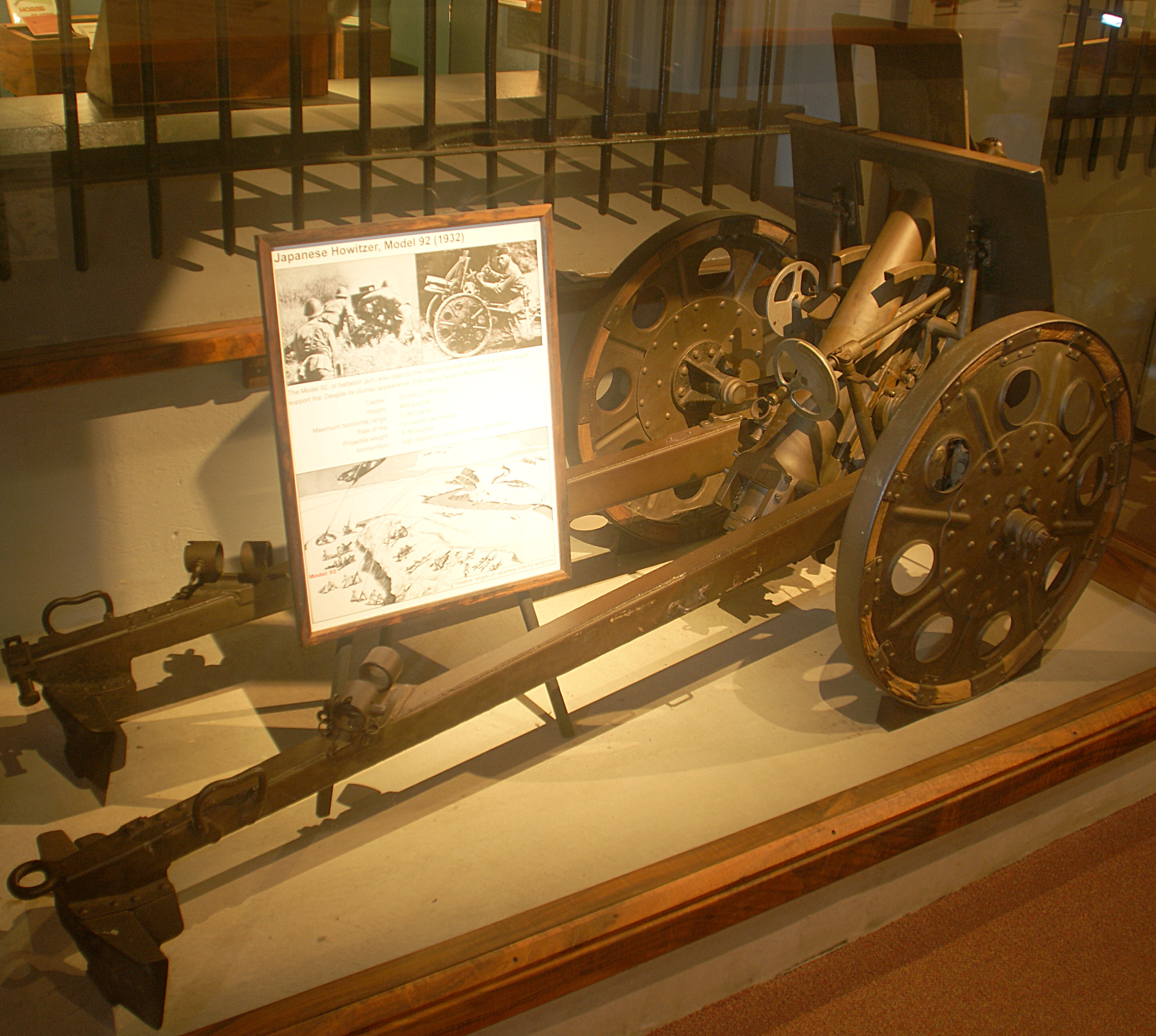
Un Tipo 92 en el Museo de la Batería Randolf, Hawái.
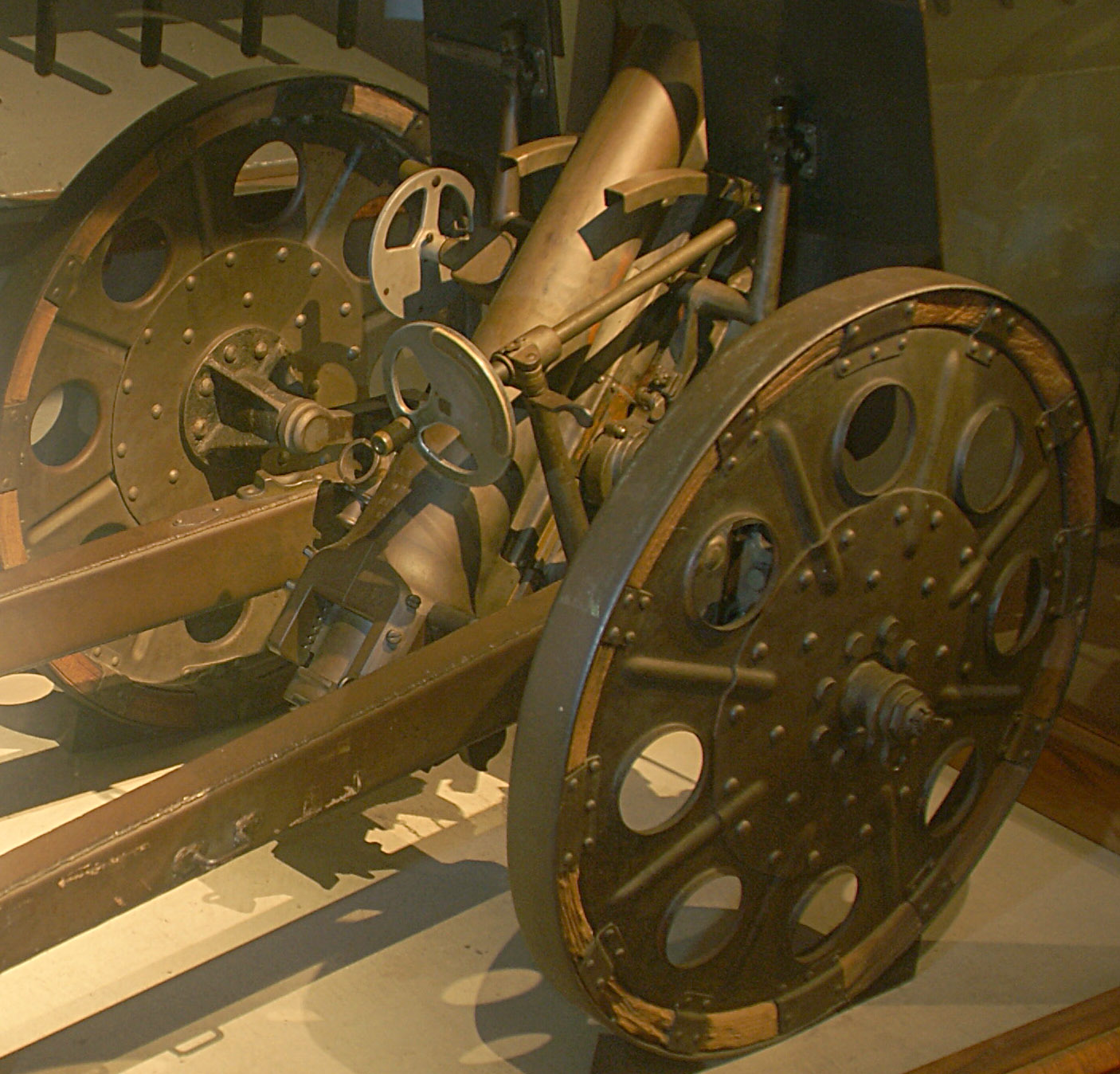
Acercamiento de los controles.
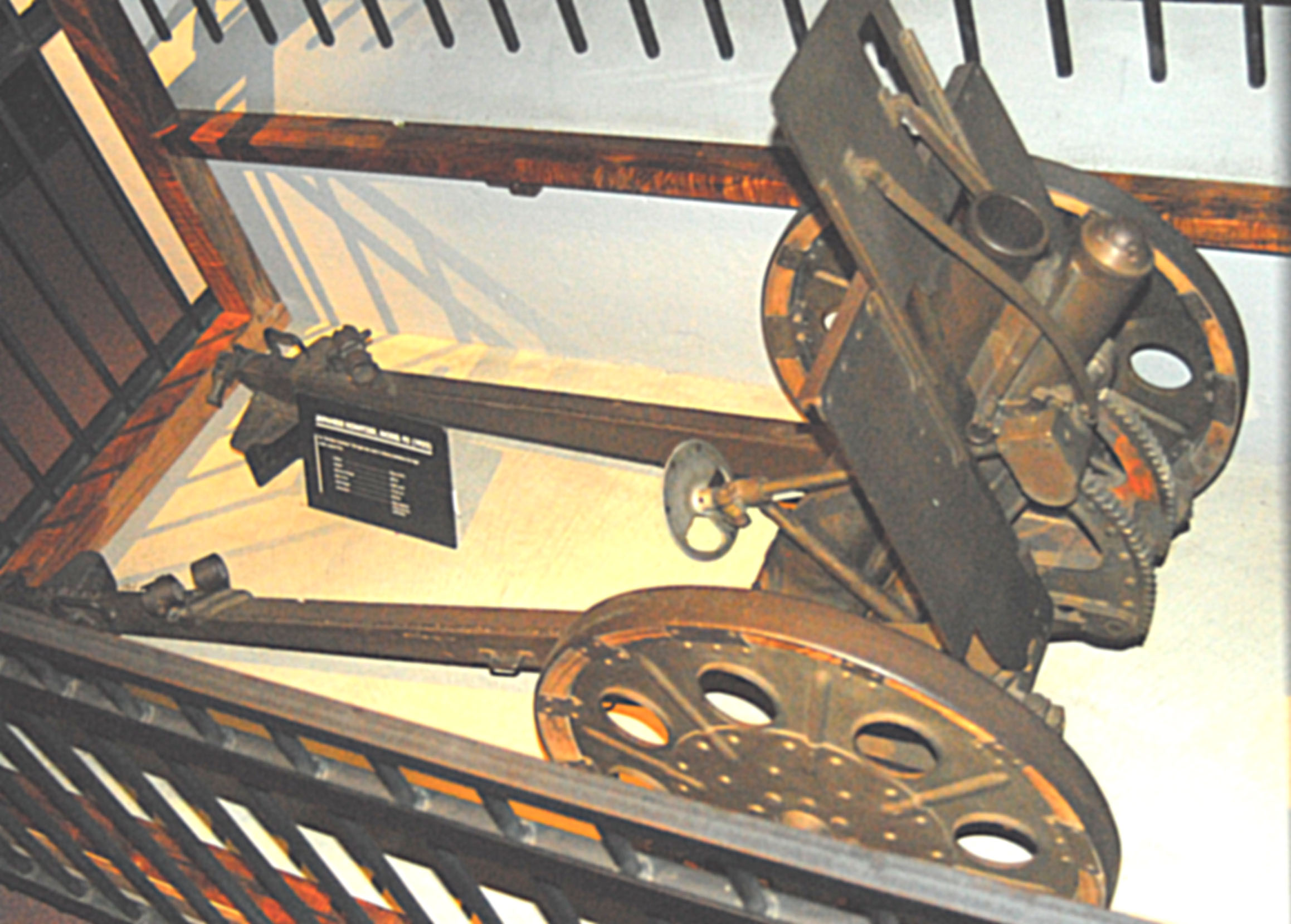
Obús Tipo 92 visto de perfil.
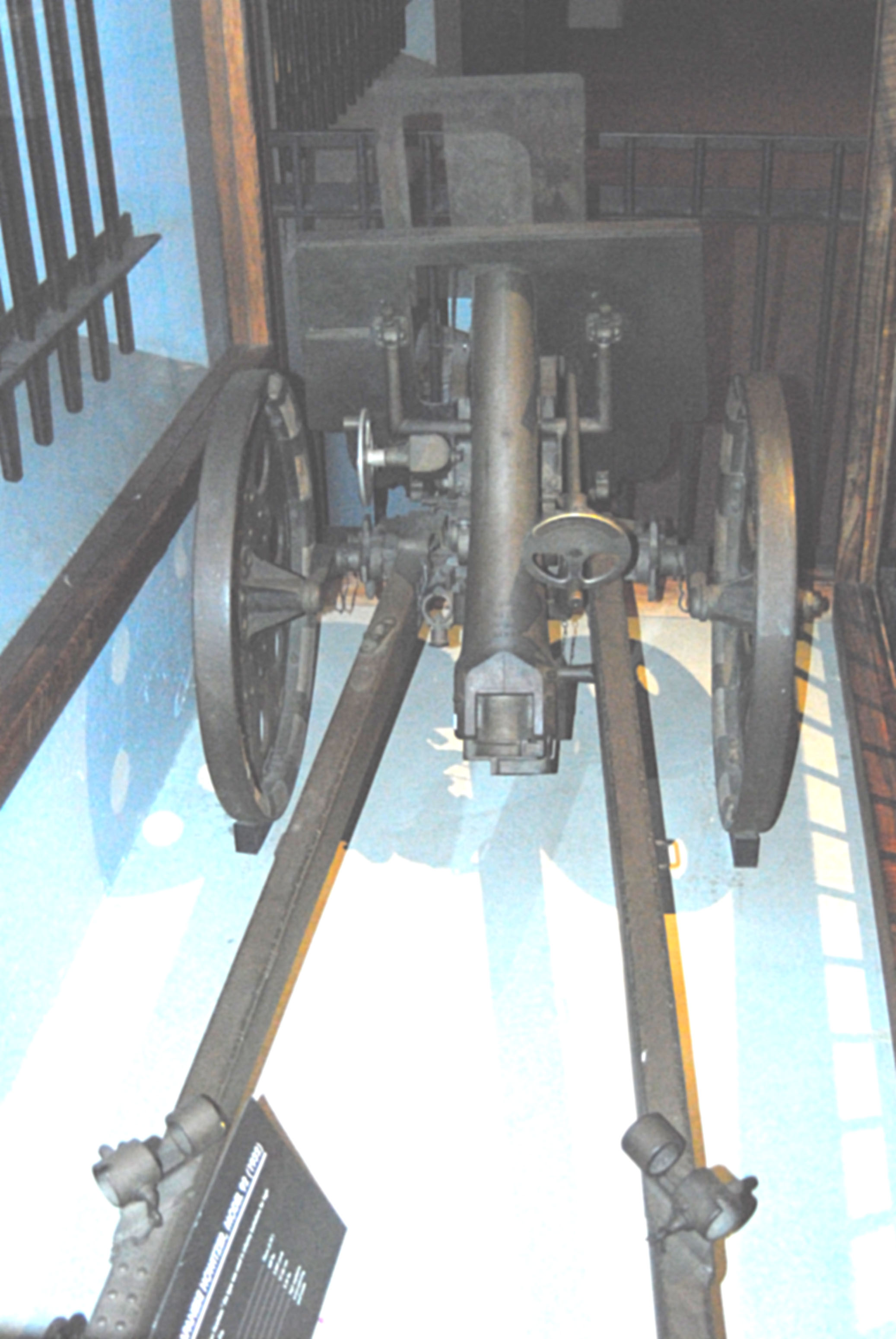
Obús Tipo 92 visto desde atrás.
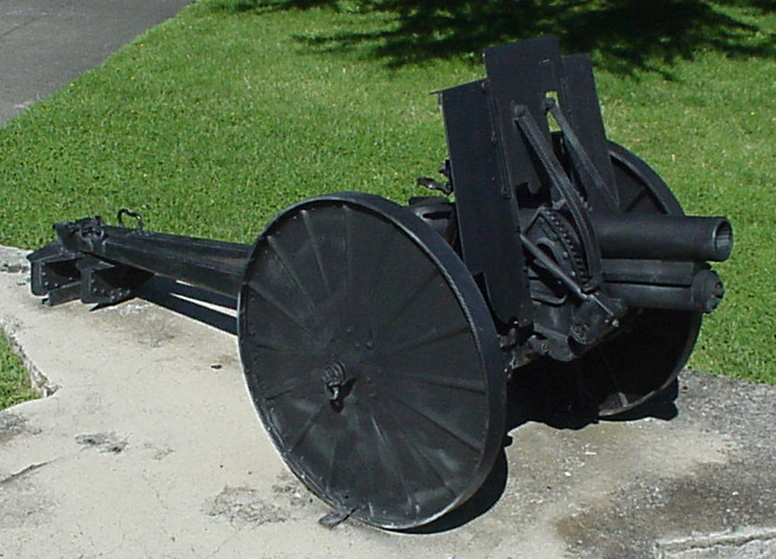
El cañón número 399, conservado en Lakeport, California.
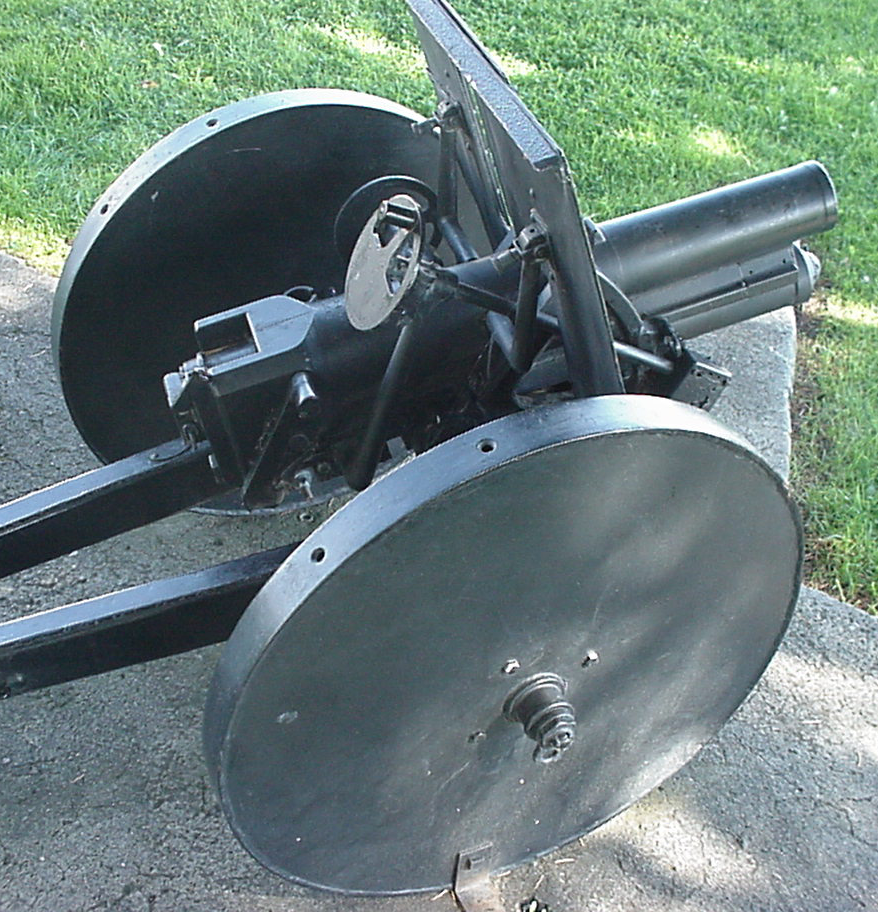
El cañón número 30300, conservado en Lakeport, California.
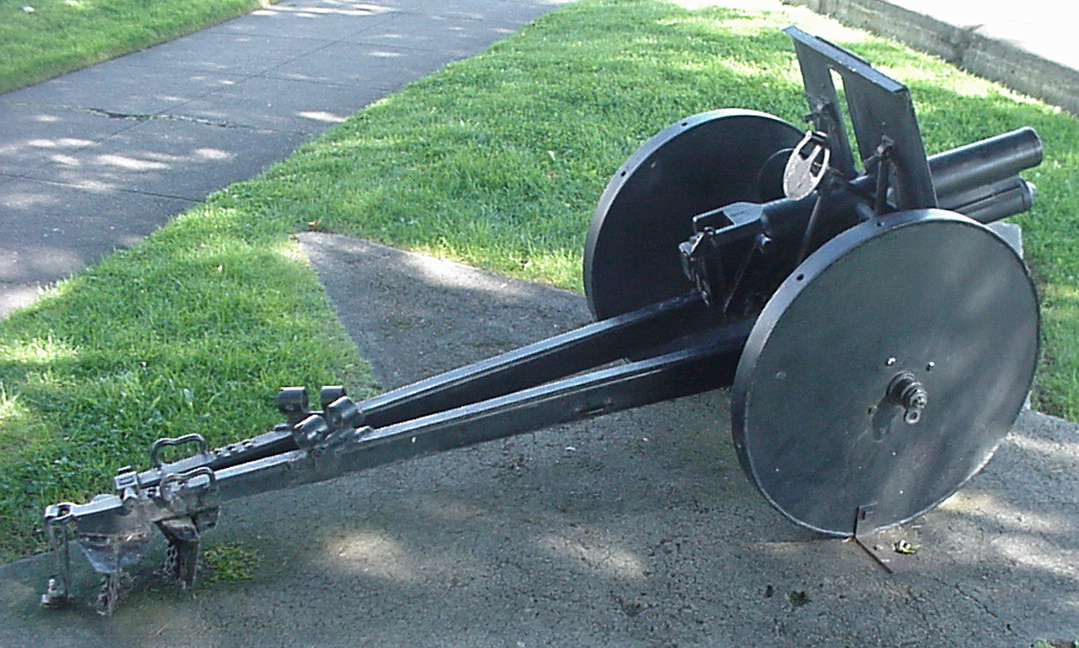
Colas unidas para ser remolcado.
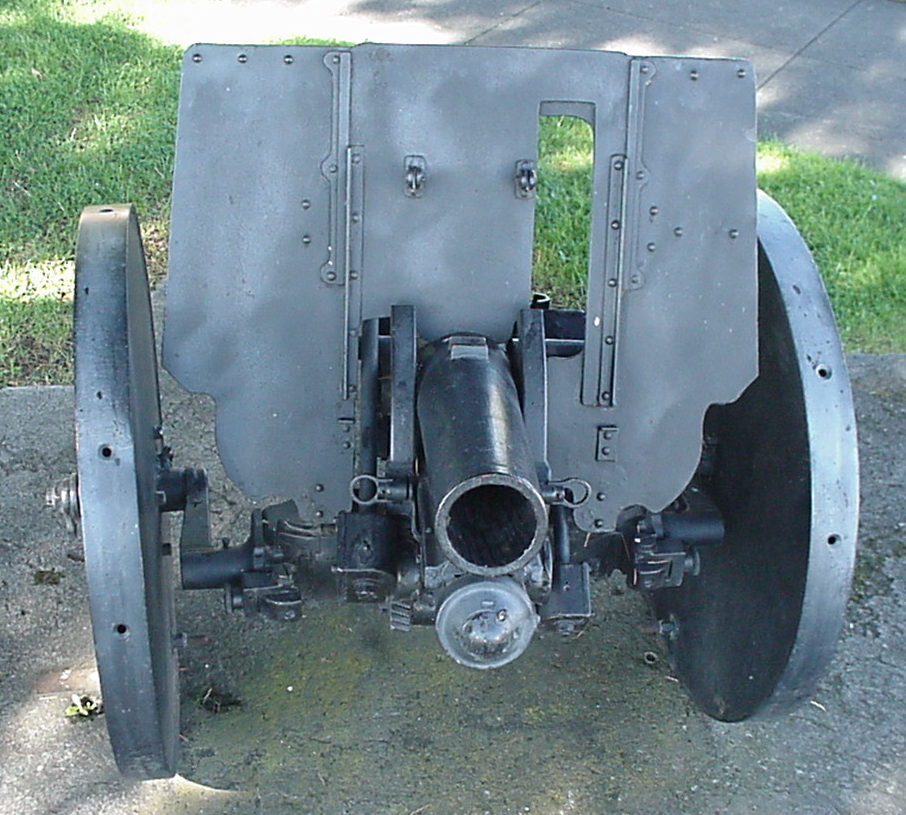
Obús Tipo 92 visto de frente.